# Kapel van Isselt
De kapel van Isselt is een 14e-eeuwse grafkapel van het voormalige kasteel en heerlijkheid Isselt.

## Achtergrond
Dirk Cosijn van Isselt stichtte in 1339 een kapel. In de 17e eeuw werd daartegenaan een herenhuis gebouwd en het terrein omgracht. Het huis werd later afgebroken en in 1784 werd de huidige boerderij opgetrokken. De familie Van Dam kwam in 1775 in het bezit van de heerlijkheid. Willem Edmond van Dam van Isselt liet de kapel in 1922-1923 restaureren. Het gebied viel later onder de gemeente Soest en werd in 1940 door de gemeente Amersfoort geannexeerd, waar de naam van het industrieterrein De Isselt nog aan de heerlijkheid herinnert. In 2010 werd de Stichting Behoud Kapel Isselt opgericht, die zich inzet voor restauratie en behoud van het monument.

## Beschrijving
De kapel is opgetrokken in rode baksteen en gedekt met rode pannen. De klok uit de 18e eeuw werd tijdens de Tweede Wereldoorlog verstopt uit angst voor inbeslagname en na de oorlog in de kapel gehangen, in het torentje hangt nu een andere bel. In de gevel zijn vensters met glas-in-loodramen geplaatst. De glazen hebben opschriften die verwijzen naar de stichting van de kapel, de relatie met de familie Van Dam van Isselt en de restauratie in 1922-1923. In de kapel hangen rouwborden voor onder anderen mr. Willem van Dam, heer van Pijlsweerd (1690-1778), Jacob van Dam, heer van Isselt en Pijlsweerd (1720-1783) en Clara Elisabeth van Dam (1717-1790), weduwe van Laurens Grothe. Onder de kapel bevindt zich een grafkelder.

### Fotogalerij

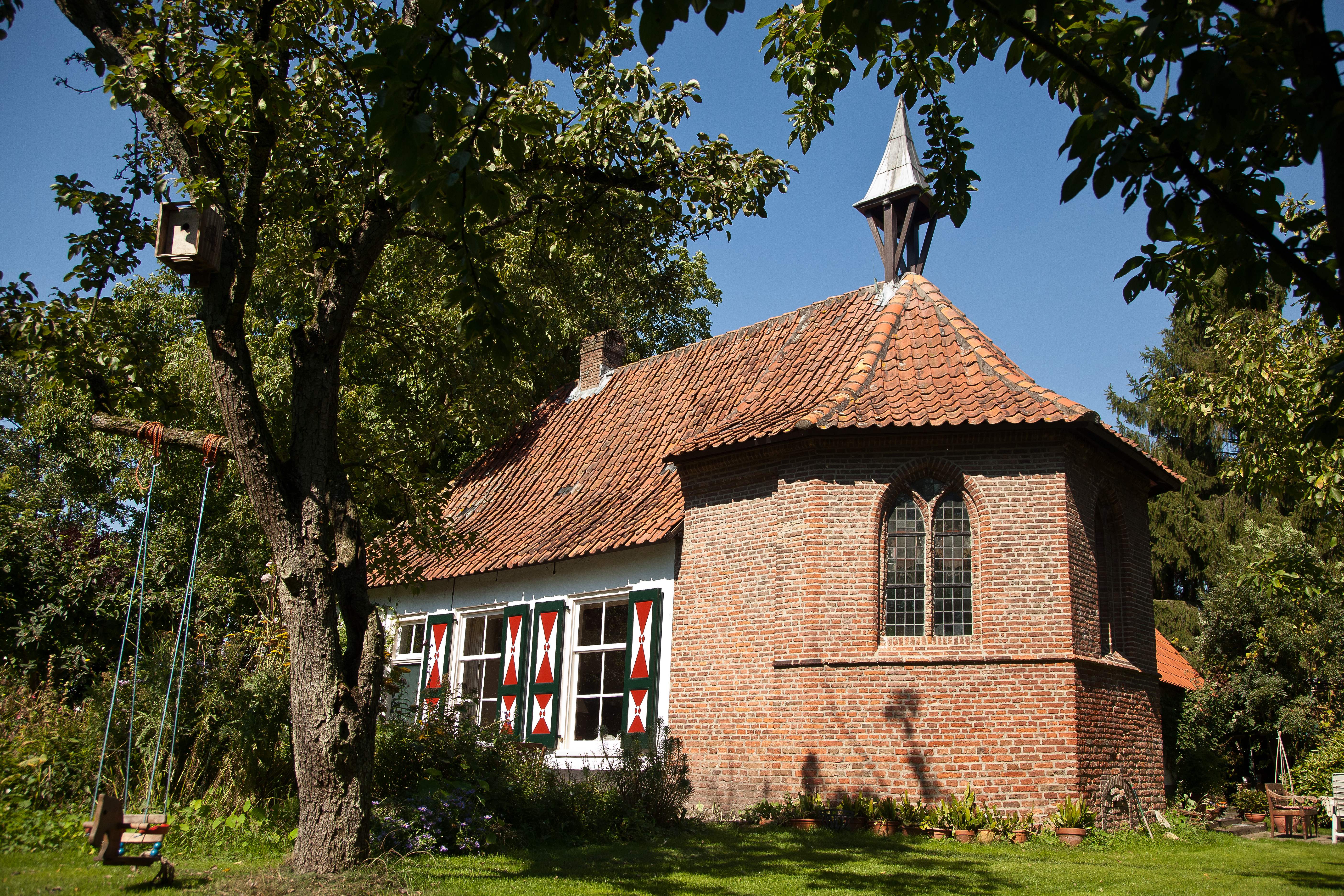
Kapel en boerderij
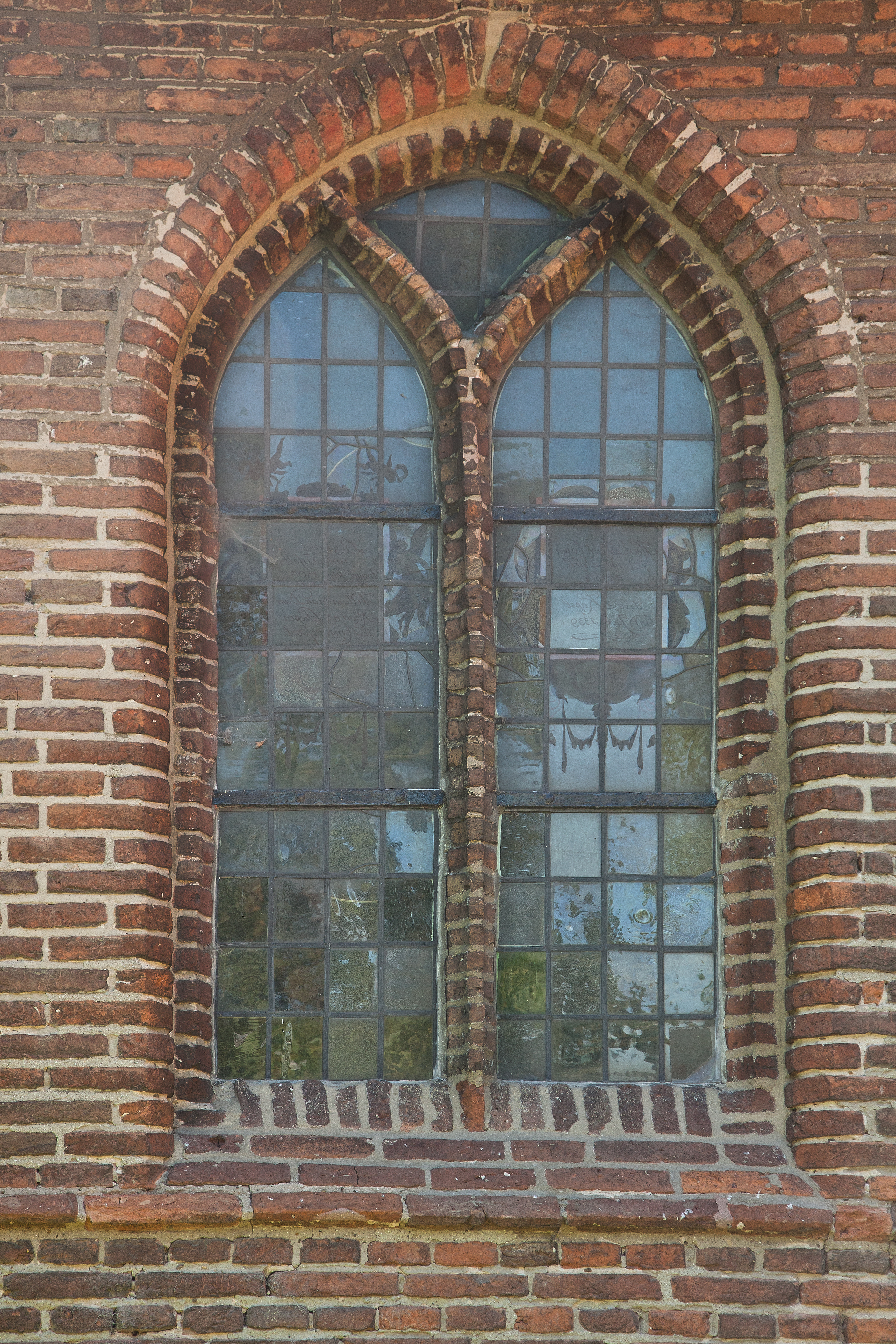
Een van de kapelvensters
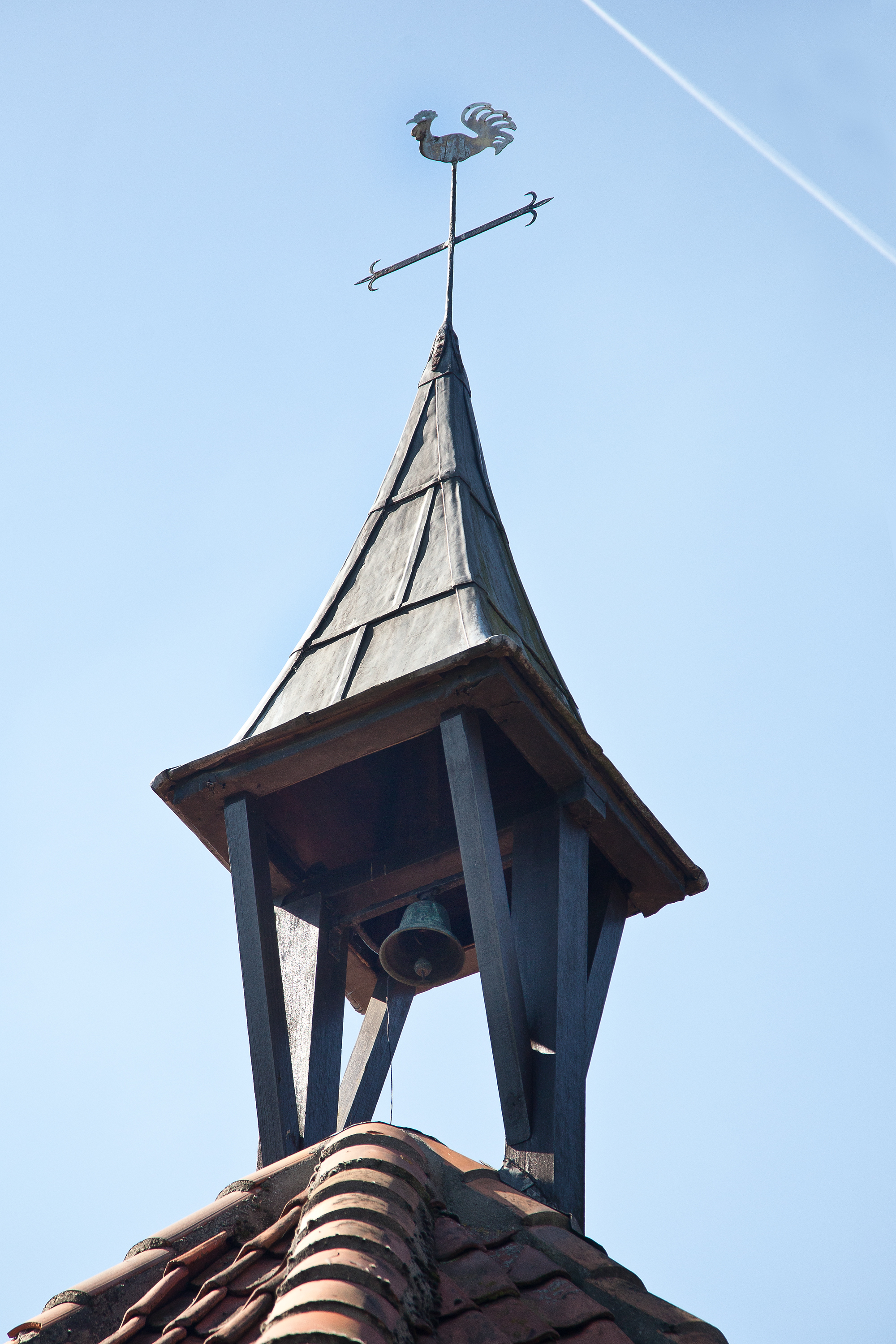
Dakruiter met bel en windhaan

## Waardering
Het pand werd in 1966 als rijksmonument opgenomen in het monumentenregister.